# Mecha López
Mercedes López, más conocida artísticamente como Mecha López (Madrid, España; 3 de junio de 1905 - Buenos Aires Argentina; 4 de junio de 1997) fue una primera actriz española que  hizo su carrera en Argentina.

## Carrera
López fue una importante actriz característica que incursionó notablemente en la época dorada de la cinematografía argentina, rodando más de 35 películas.
Trabajo con figuras del cine nacional como Tita Merello, Niní Marshall, Mecha Ortiz, Amelia Bence, Rosa Catá, Juan Sarcione, Mario Passano, Zulema Katz, Beatriz Barbieri, Maurice Jouvet, Alba Mujica, Berta Moss, Blanca Lagrotta, Myriam de Urquijo, Norma Rey, Celia Geraldy, Liana Noda, Salvador Fortuna, Matilde Rivera, Orestes Soriani y Cayetano Biondo.

### Filmografía
- 1937: La fuga como Anita
- 1939: Frente a la vida
- 1939: Puerta cerrada como Madre de Adela
- 1939: Doce mujeres
- 1939: ...Y los sueños pasan
- 1940: La luz de un fósforo como Asunta
- 1940: Fragata Sarmiento
- 1940: Azahares rojos
- 1940: La casa del recuerdo
- 1940: Hay que educar a Niní
- 1940: Flecha de oro
- 1941: El mozo número 13 como la amiga de Micaela
- 1941: El cura gaucho
- 1942: Yo conocí a esa mujer
- 1942: Así te quiero
- 1942: En el viejo Buenos Aires
- 1942: El profesor Cero
- 1946: Camino del infierno
- 1947: Siete para un secreto como la mujer en el tren
- 1948: La hostería del caballito blanco
- 1950: El seductor como Serafina
- 1950: Don Fulgencio
- 1950: Pasaporte a Río
- 1951: La comedia inmortal
- 1951: Los isleros
- 1952: Deshonra como la tercera celadora
- 1952: Las aguas bajan turbias o El infierno verde
- 1961: Tres veces Ana
- 1963: Las ratas
- 1964: Así o de otra manera[2]

### Teatro
En teatro se inició en Argentina en el "Centro Popular de Palermo", junto con actores como Valerio Castellini, Mario Pereül, Carlos Pereül y Valerio Castelüni, con este último pasaría a integrar un elenco en el Teatro Nacional con el apoyo del autor Alberto Vacarezza.
En 1927 inició  una importante temporada del Teatro Colonial en España junto con el actor cómico Panigazzi, y el actor dramático Pedro Zanneta.
Integró  la "Compañía del Variedades" junto con Roberto Ratti.
Se destacó en especial en obras como
- La noche del forastero
- Yerba mala
- Los montaraces
- Para los gauchos
- Ausencia

La casa de Tócame Roque, con la Compañía de Raimundo Pastore.
- El juzgado[5]
- Los maridos engañan de 7 a 9, junto a Fanny Navarro, Francisco Álvarez y Oscar Valicelli.[6]
- Los últimos, en el IFT
- Celos... y algo más dirigida por Juan Vehil, en el Teatro Carpa Belgrano, junto con Claudia Fontán  y Raúl Lavié.
- El límite